# Gerhard Danelius
Gerhard Danelius (Berlin, 1913. április 2. – Berlin, 1978. május 18.) német politikus. A második világháború alatt tagja volt az antifasiszta küzdelmeknek. 1933-ban kivándorolt Franciaországba, majd 1934-ben visszatért Németországba. Ő volt a Nyugat-berlini Szocialista Egységpárt elnöke a párt első, 1966-os kongresszusától 1978-ban bekövetkezett haláláig.